# Scheepsmanoeuvre
Een scheepsmanoeuvre is de beweging, wending of besturing van een vaartuig zodat dat het vaartuig in een welbepaalde positie komt te liggen of dat het een koerslijn zo nauwkeurig mogelijk volgt.
Kennis van de theorie van het manoeuvreren is nodig om inzicht te krijgen in de verschillende krachten die op een schip kunnen werken en waar zij op het schip ingrijpen. Aan de hand hiervan kan men op voorhand bepalen hoe een schip op bepaalde manoeuvres zal reageren. Bovendien kan men gevolgtrekkingen maken uit de gedragingen van het schip. Elk schip heeft zijn eigen karakter en reageert op zijn eigen wijze. De manoeuvreerbaarheid van een schip wordt beïnvloed door verschillende factoren.
De manoeuvreereigenschappen van een schip worden beïnvloed door verschillende omstandigheden die in en buiten het schip gelegen zijn. De omstandigheden die in het schip gelegen zijn, kunnen verdeeld worden in veranderlijke en onveranderlijke factoren.
1. Onveranderlijke factoren in het schip gelegen:
  - vorm van het schip;
  - soort en kracht van de voorstuwingswerktuigen;
  - aantal, soort en plaatsing van de schroeven of andere voorstuwingsmiddelen;
  - soort, grootte, plaatsing en aantal roeren;
2. veranderlijke factoren in het schip gelegen:
  - diepgang;
  - trim;
  - belading;
  - aangroei;
3. factoren buiten het schip gelegen:
  - wind, zeegang en deining;
  - stroom;
  - diepte en breedte van het vaarwater;
  - nabijheid van andere schepen.

## Hulpmiddelen
- schroeven of voortstuwers;
  - boegschroef;
  - hekschroef;
  - roerpropeller;
- roeren;
- trossen;
- grondtakel;
- sleepboten.